# Ursulasried
Ursulasried ist ein Ortsteil, Kirchdorf und ausgedehntes Gewerbegebiet der kreisfreien Stadt Kempten (Allgäu). Der Ort gehört zur Gemarkung Sankt Mang.

## Geschichte

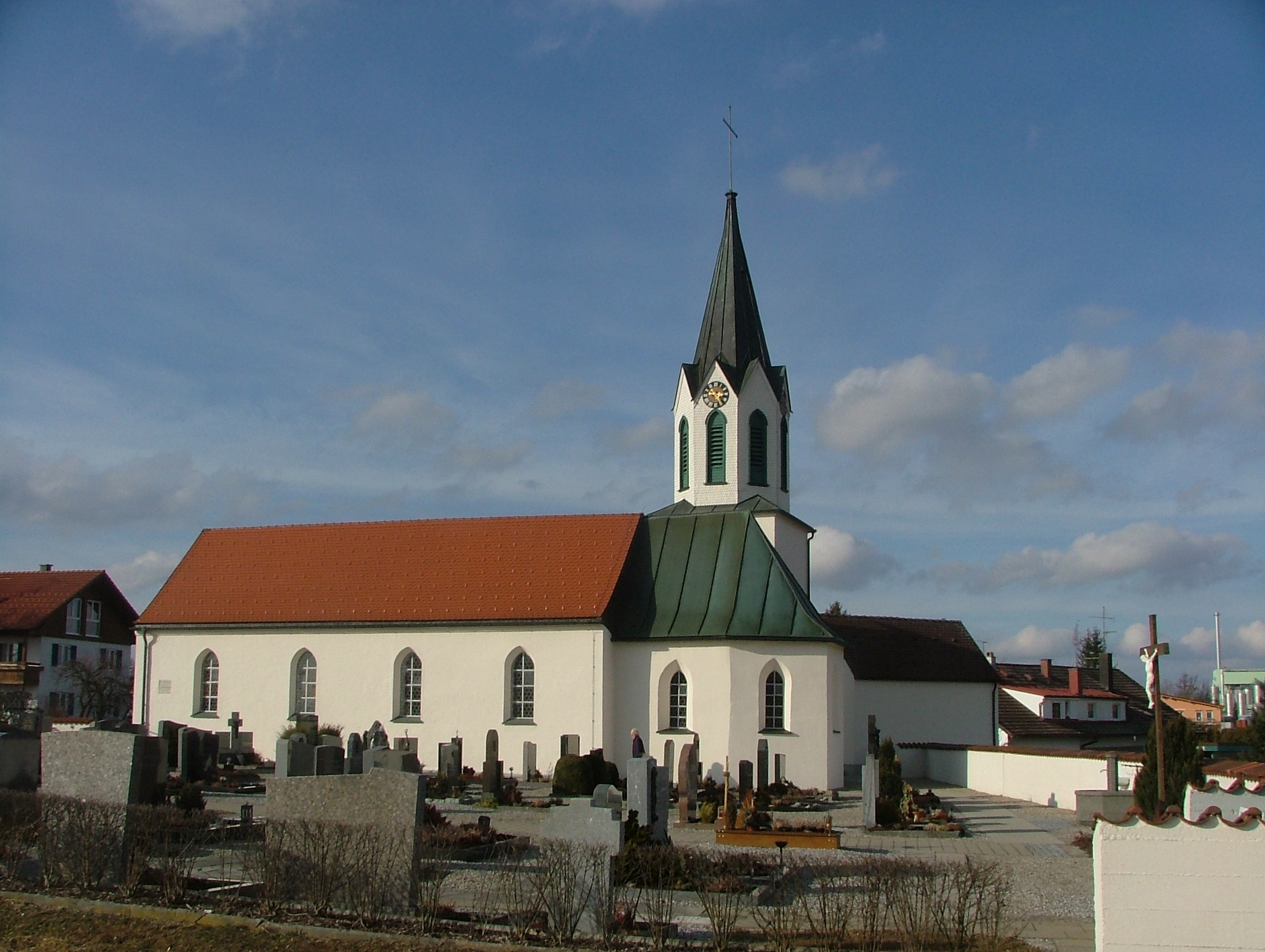
Filialkirche St. Ursula in Ursulasried

Archäologische Funde belegen eine frühe Besiedlung des Areals. 1913 wurden römische Objekte entdeckt, in den 1990er-Jahren bestätigten Grabungen der Kemptener Stadtarchäologie die Überreste eines Siedlungsplatzes. In der amtlichen Denkmalliste ist eine villa rustica (Bodendenkmal D-7-8227-0166) verzeichnet.
Eine erste urkundliche Erwähnung stammt von 1378, als eine Kapelle „zu den 11 000 Mägten ze Ried“ genannt wird. 1432 setzte die Reichsstadt Kempten nach Streitigkeiten mit dem Fürststift einen Heiligenpfleger für die Kapelle ein. Im Bauernkrieg 1525 erlitt Ursulasried Brandschäden, 1530 verlor die Reichsstadt infolge der Reformation das Patronatsrecht über die Kapelle an das Bistum Augsburg. 1640 wurde die verfallene Kapelle vom Fürststift erneuert.
1802 fand in Ursulasried eine Vereinödung mit 17 Teilnehmern statt, dokumentiert im „Schätzungsrapular“ des Staatsarchivs Augsburg. 1819 zählte das Kirchdorf 13 Häuser mit 63 Einwohnern und gehörte zur Hauptmannschaft Leubas.
Am 1. Juli 1972 wurde die bis dahin eigenständige Ruralgemeinde Sankt Mang nach Kempten eingegliedert. 1975 nahm das Müllheizkraftwerk Kempten den Betrieb auf.

## Bevölkerung
Exakte Einwohnerzahlen nur für Ursulasried werden von der Stadt Kempten nicht veröffentlicht. Ursulasried ist im statistischen Bezirk 70 („Leubas/Ursulasried“) zusammengefasst. Dieser zählte zum 31. Dezember 2013 1.378 Einwohner und zum 31. Dezember 2017 1.409 Einwohner. Frühere Angaben nennen 134 Einwohner im Jahr 1954 sowie gemeinsam mit dem benachbarten Weiler Riederau 193 Einwohner im Jahr 1987.

## Religion und Bauwerke
Die römisch-katholische Filialkirche St. Ursula in Ursulasried gehört zur Pfarrei St. Magnus (Dekanat Kempten, Bistum Augsburg). Das Kirchengebäude ist als Baudenkmal erfasst; als Bodendenkmal sind zudem Befunde im Bereich der Kirche gelistet (D-7-8227-0165). Adresse: Ursulasrieder Straße 30.

## Wirtschaft und Infrastruktur
Ursulasried ist ein bedeutender Gewerbestandort Kemptens. Hier befinden sich u. a.:
- das Müllheizkraftwerk Kempten (MHKW);[15]
- die Fahrsicherheitsanlage des ADAC (Dieselstraße 44);[16]
- eine Niederlassung der BayWa (Ursulasrieder Straße 21–27);[17]
- die Firmenzentrale der Feneberg Lebensmittel GmbH (Ursulasrieder Straße 2);[18]
- die Liebherr-Verzahntechnik GmbH (Kaufbeurer Straße 141).[19]

Das Gewerbegebiet Ursulasried weist nach Angaben der Stadt Kempten einen Bodenrichtwert von 50 bis 90 Euro pro Quadratmeter auf.
Auf dem Gelände der ehemaligen Deponie Ursulasried wurde 2011/2012 ein Solarpark als Bürgerbeteiligungsprojekt des Allgäuer Überlandwerks umgesetzt.

## Kultur / Museumsdepot
In Ursulasried entstand ein neues Museumsdepot für die Sammlungen des Stadtmuseums Kempten. Der Bau begann 2020 und kostete rund 6,2 Millionen Euro. Es bietet Platz für etwa 40 000 Kunst- und Kulturobjekte.